# Selfie di famiglia
Selfie di famiglia (Mon Bébé) è un film del 2018 diretto da Lisa Azuelos.

## Distribuzione
Il film è stato distribuito in Italia dal 19 settembre 2019.